# Soulaines-Dhuys (tổng)
Tổng Soulaines-Dhuys là một tổng của Pháp nằm ở tỉnh Aube trong vùng Grand Est.
Tổng này được tổ chức xung quanh Soulaines-Dhuys ở quận Bar-sur-Aube. 

## Hành chính
| Giai đoạn | Ủy viên      | Đảng          | Tư cách |
| --------- | ------------ | ------------- | ------- |
| 2004-2010 | Michel Roche | Divers droite |         |

## Các đơn vị hành chính
Tổng Soulaines-Dhuys bao gồm 21 xã với dân số 2 605 người (điều tra năm 1999, dân số không tính trùng).
| Xã                    | Dân số | Mã bưu chính | Mã insee |
| --------------------- | ------ | ------------ | -------- |
| La Chaise             | 29     | 10500        | 10072    |
| Chaumesnil            | 82     | 10500        | 10093    |
| Colombé-la-Fosse      | 237    | 10200        | 10102    |
| Crespy-le-Neuf        | 146    | 10500        | 10117    |
| Éclance               | 120    | 10200        | 10135    |
| Épothémont            | 175    | 10500        | 10139    |
| Fresnay               | 43     | 10200        | 10161    |
| Fuligny               | 54     | 10200        | 10163    |
| Juzanvigny            | 134    | 10500        | 10184    |
| Lévigny               | 109    | 10200        | 10194    |
| Maisons-lès-Soulaines | 55     | 10200        | 10219    |
| Morvilliers           | 264    | 10500        | 10258    |
| Petit-Mesnil          | 215    | 10500        | 10286    |
| La Rothière           | 125    | 10500        | 10327    |
| Saulcy                | 74     | 10200        | 10366    |
| Soulaines-Dhuys       | 267    | 10200        | 10372    |
| Thil                  | 138    | 10200        | 10377    |
| Thors                 | 98     | 10200        | 10378    |
| Vernonvilliers        | 86     | 10200        | 10403    |
| La Ville-aux-Bois     | 12     | 10500        | 10411    |
| Ville-sur-Terre       | 142    | 10200        | 10428    |

## Thông tin nhân khẩu
| 1962                                                     | 1968  | 1975  | 1982  | 1990  | 1999  |
| -------------------------------------------------------- | ----- | ----- | ----- | ----- | ----- |
| 2 728                                                    | 2 961 | 2 566 | 2 473 | 2 449 | 2 605 |
| Nombre retenu à partir de 1962 : dân số không tính trùng |       |       |       |       |       |